# Machalí
Machalí (del mapuche: Machili ‘pueblo de brujos’) es una comuna y ciudad de la zona central de Chile, ubicada en la región del Libertador General Bernardo O'Higgins. actualmente presenta atisbos de conurbación con Rancagua y Gultro.

## Toponimia
Se le ha llamado, según el saber popular, como "tierra de brujas", pues se dice que en el cerro San Juan se reunían las brujas a realizar sus ritos. Sin embargo, esta es una denominación totalmente castellanizada y que denota la concepción que se tenía en la época de la ocupación española. La raíz de Machalí puede encontrarse en la expresión machi= brujos, li= pueblo, "pueblo de brujos" o "existen machis". Puede que la historia de las "brujas" del cerro se refiera a reuniones o rogativas que machis realizaban en este lugar previamente y durante la conquista.

## Geografía

### Superficie
La comuna tiene 2.597 km², que equivale al 15,8% de la superficie regional, siendo la de 
mayor tamaño de la región. Gran parte del territorio comunal corresponde a la Cordillera de Los Andes, por lo que genera que la mayor concentración demográfica se produzca en las planicies de los valles del Río Cachapoal y principal en el sector urbano del centro de la comuna, contigua a la capital regional, esto es en los sectores de Machalí centro y Santa Teresa.

## Historia
Este lugar era parte integrante de la Estancia original que perteneció al capitán español Don Alonso de Córdoba en Rancagua, que fue comprada por Don Francisco Gutiérrez de Cavides de la Torre en 1617; este último fue Administrador además de los pueblos de indios de Rancagua c. 1610 y Aculeo c. 1639; dueño de las estancias Leonera y Machalí (según su testamento: "también llamada Quebrada de Machalí), y también constaba en esa época ya de Machalí pueblo.
Durante el gobierno de Jorge Montt se dictó la "Ley de la comuna autónoma" el 22 de diciembre de 1891, que entre otras creó la comuna de Machalí. Hasta esa fecha formaba parte del Departamento de Rancagua, que incluía además a las subdelegaciones de San Joaquín, Errázuriz, Las Chacras y Machalí.
El territorio de la nueva Municipalidad de Machalí delimitaba por el Norte con el Estero La Cadena; por el sur con la Alameda de Rancagua; por el este la acequia La Compañía; y por el oeste la línea del Ferrocarril. Esta delimitación dejó como parte de Machalí varios sectores de la actual comuna de Rancagua.
El 9 de marzo de 1894 se realizó la primera elección de regidores. Los elegidos fueron Domingo Gacitúa, Eliseo Díaz, Ramón Castro, David Aránguiz, Alberto Correa, Luis Sanfuentes, Lorenzo Campos, Juan Esteban Santelices y Santiago Aránguiz. Todos de los entonces Conservador y el Liberal.
El 6 de mayo de 1894 y dando cumplimiento a la Ley Orgánica Municipal se efectuó la primera sesión ordinaria de la Municipalidad, reunión en la que resultó elegido como el primer Alcalde don David Aránguiz Aránguiz, quien era considerado como uno de los patriarcas del pueblo y un gran consejero. Sus funciones alcaldicias las desarrolló entre 1894 y 1900. Durante ese tiempo el municipio se abocó fundamentalmente a la organización de funciones administrativas del pueblo como la reorganización de la Policía de Seguridad, la delimitación de los límites urbanos y la designación de los nombres de las calles.
A comienzos del 1900, el número de habitantes de Machalí había aumentado considerablemente y los fieles locales realizaban constantes peticiones al Arzobispo Mariano Casanova para que erigiera una parroquia en el pueblo, pues no podían ser atendidos cómodamente por el vicepárroco, el sacerdote Manuel Gundián.
Fue así como, el 6 de noviembre de 1901, el Arzobispo de Santiago, Mariano Casanova, dictó el Auto de Erección de la nueva parroquia de Machalí bajo la advocación de San Juan Bautista. Con este trascendental paso, se aseguró para los machalinos una nueva era en la atención espiritual, con misas frecuentes, servicios de confesionario, atención de matrimonios y defunciones, poniendo fin a un sistema en que los sacramentos y ritos de la Iglesia eran precarios y distanciados, quedando sólo el recuerdo de las misas que, esporádicamente, realizaban los sacerdotes venidos de Rancagua en carretela. La construcción quedó emplazada en calle San Juan, a un costado del actual edificio municipal.
El viernes 10 de junio de 2005, Machalí salta a la luz con un hecho dramático. Cerca de las nueve de la mañana, un grupo de hombres armados ingresa violentamente a la Casa de la Cultura de Machalí, donde funcionaba una plaza de pagos del Instituto de Normalización Previsional, con una ráfaga de disparos de fusiles M-16 al aire. Un camión de valores había llegado momentos antes con cerca de 80 millones de pesos destinados al pago de los pensionados de la zona. El guardia del recinto, Jaime Labraña Horta, de 24 años, responde con su arma el ataque, originando una balacera breve pero intensa, que le costaría la vida. Antes de caer mortalmente herido, Labraña logra dar muerte a uno de los asaltantes. Además los asaltantes le disparan a Evaristo Moreno Carrasco, un cuidador de autos con discapacidad mental, tres balazos que le causaron la muerte. Posteriormente el municipio le erige un monumento a Evaristo Moreno.

## Medio ambiente

### Geomorfología y componentes abióticos

Trazado simplificado de los ecosistemas y cuerpos de agua presentes en la comuna de Machalí.

La comuna de Machalí se encuentra emplazada en las unidades geomorfológicas de Cordillera andina de retención crionival y Cuenca de Rancagua; y presenta según la clasificación climática de Köppen clima de tundra (ET), clima de tundra de lluvia invernal (ET (s)), clima mediterráneo de lluvia invernal (Csb), clima mediterráneo de lluvia invernal de altura (Csb (h)) y clima mediterráneo frío de lluvia invernal (Csc). Esta además se halla entre las cuencas hidrográficas de río Maipo y río Rapel. Además, la comuna posee diversos cuerpos de agua, entre los que se destacan la laguna Agua Fría, laguna Barrosa, laguna de Los Piuquenes, laguna de Reyes, laguna del Rapiente, laguna del Yeso, laguna El Teniente, laguna La Guachaca, laguna Mala Pasada, laguna Matancilla y laguna Morro de La Bandera; y río Blanco, río Cachapoal, río Claro de Cauquenes, río Cortaderal, río Coya, río de Las Lenas, río de Los Cipreses, río Los Baños, río Pangal y río Paredones.

### Componentes bióticos
Dentro del territorio de la comuna se pueden hallar los siguientes ecosistemas:
- Bosque esclerófilo mediterráneo andino donde predominan Kageneckia angustifolia y Guindilia trinervis (Vulnerable)
- Bosque esclerófilo mediterráneo andino donde predominan Lithrea caustica y Lomatia hirsuta (Vulnerable)
- Bosque esclerófilo mediterráneo andino donde predominan Quillaja saponaria y Lithrea caustica (Vulnerable)
- Bosque espinoso mediterráneo interior donde predominan Acacia caven y Prosopis chilensis (Vulnerable)
- Herbazal mediterráneo andino donde predominan Nastanthus spathulatus y Menonvillea spathulata (Preocupación menor)
- Matorral bajo mediterráneo andino donde predominan Chuquiraga oppositifolia y Nardophyllum lanatum (Preocupación menor)
- Matorral bajo mediterráneo andino donde predominan Laretia acaulis y Berberis empetrifolia (Preocupación menor)
- Zonas geográficas hinóspitas sin vegetación (Sin información)

### Medidas de protección ambiental y conflictos socioambientales
Hasta 2022, la comuna de Machalí cuenta con las siguientes zonas que poseen algún nivel de protección ambiental:
- Altos del Río Maipo (Sitios Ley 19.300)[14]
- Precordillera Andina Norte (Sitios ERB)[15]
- Reserva Nacional Ríos De Los Cipreses (Reserva Nacional)
- río Cipreses (Sitios ERB)[16]
- río Cortaderal (Sitios ERB)[17]

## Demografía
La comuna abarca una superficie de 2.597 km² y una población de 52 505 habitantes (2017), correspondientes a un 5,7 % de la población total de la región y una densidad de 20,2 hab/km². Un 4,9 % del total corresponde a población rural y un 95,1 % a población urbana.
Del territorio comunal un 0,43 % corresponde a áreas urbanas e industriales, un 2,17 % comprende áreas agrícolas y el resto, es decir un 97,4 % de su territorio es parte de la precordillera y la zona montañosa de la cordillera de los Andes, pródiga en minería, pastizales, reservas naturales y zonas ecoturísticas.

### Localidades
A la comuna se le reconocen cuatro sectores o localidades urbanas, estas son: Machalí centro; El Guindal; Santa Teresita y Coya. Además existen localidades o caseríos rurales, tales como: Chacayes, Nogales, San Joaquín de los Mayos, Termas de Cauquenes, además de un asentamiento industrial que corresponde a la División Teniente de Codelco Chile, dentro del cual se emplazan Sewell y el centro de esquí Chapa Verde.

## Administración

### Municipalidad

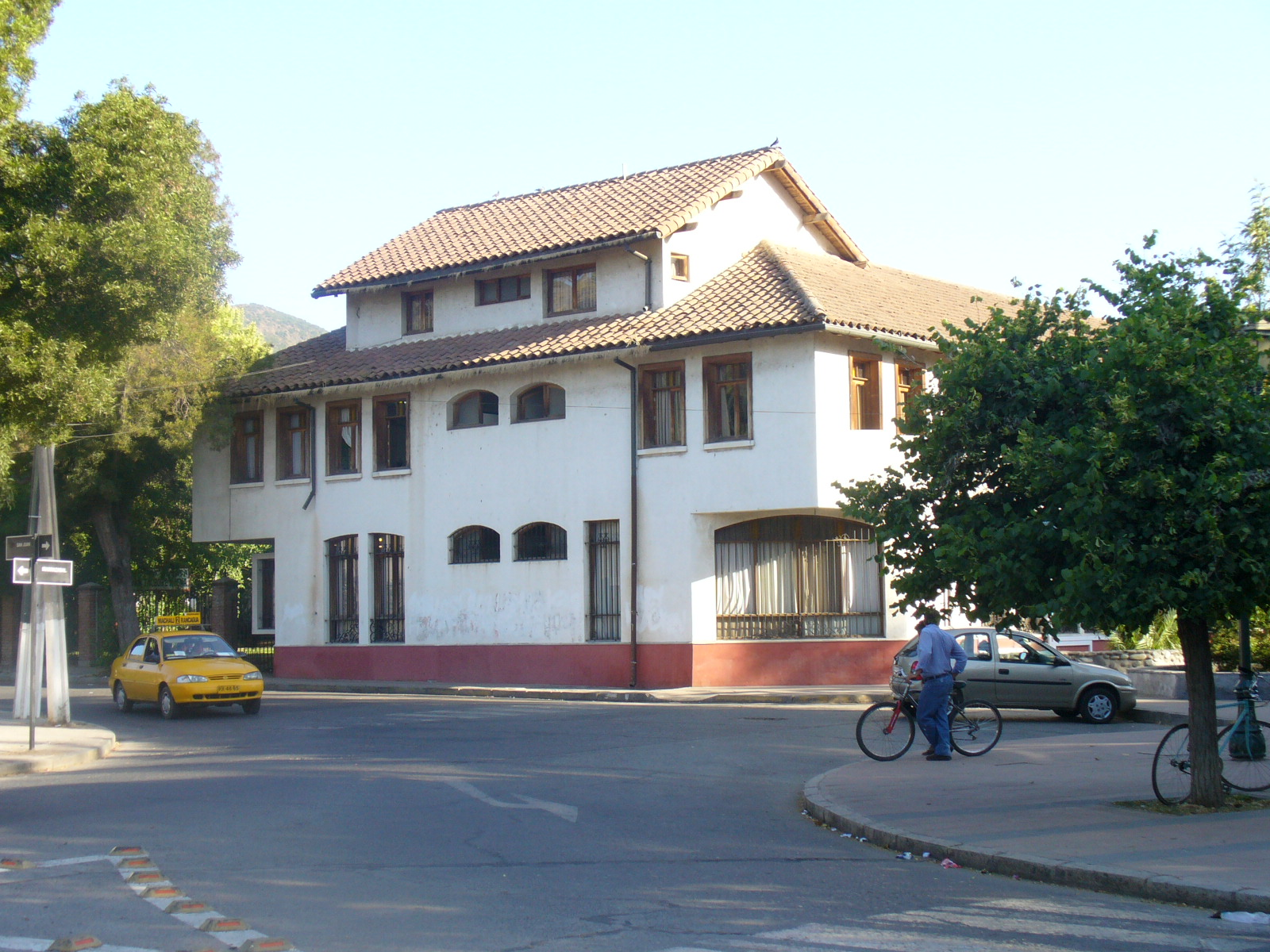
Municipalidad de Machalí

La Ilustre Municipalidad de Machalí es dirigida desde el 28 de junio de 2021 por el alcalde Juan Carlos Abud Parra (Ind), quienes cuentan con la asesoría del Concejo municipal, compuesto por:
- Héctor Labbé Valenzuela (PREP)
- David Alcaino Tobar (Ind.RN)
- Doris Valdivia Monsalve (Ind.DEM)
- Daniela Soto Cerpa (PDC)
- Eduardo Arriagada López (FA),
- Soledad Oyarzo Almonacid (Ind.PREP

#### Alcaldes
| Alcalde                      | Mandato            | Partido |
| David Aránguiz Aránguiz      | 1894 -1900         |         |
| Ramón Castro Godoy           | 1901 - 1903        |         |
| Alberto Correa Sánchez       | 1904 - 1905        |         |
| Ramón Castro Godoy           | 1906 - 1908        |         |
| Juan de Dios Correa          | 1909 - 1910        |         |
| Ramón Aránguiz Romo          | 1911               |         |
| Violante Bravo Castro        | 1915 - 1916        |         |
| Alberto Correa Sanfuentes    | 1917 - 1923        |         |
| Carlos Sánchez Errázuriz     | 1923 - 1926        |         |
| Recesvinto Dittus de la Maza | 1927 - 1928        |         |
| Claudio Vicuña Ossa          | 1929 - 1930        |         |
| Violante Bravo Castro        | 1931 - 1932        |         |
| Floridor Cornejo Arellano    | 1933 - 1937        |         |
| Segundino González Reinoso   | 1938 - 1940        |         |
| Rómulo Lizana Farías         | 1941 - 1943        |         |
| Luis Guzmán Cuevas           | 1944-1947          | PS      |
| Víctor López Torres          | 1947-1947          | PC      |
| Anjceto Martínez González    | 1947 - 1947        |         |
| Gustavo Cid Celis            | 1947-1950          | FN      |
| Luis Guzmán Cuevas           | 1950-1953          | PS      |
| Toribio Valdivia Reyes       | 1953 - 1956        |         |
| Manuel Bustos Guzmán         | 1956 -1970         | PS      |
| Luis Reyes Soto              | 1971               |         |
| Hernán Castillo Álvarez      | 1972-1973          | PS      |
| Eduardo Arellano Salgado     | 1973 -1975         |         |
| David Pérez Arce             | 1975 - 1977        |         |
| Guillermo Chacón Perucich    | 1977 - 1983        |         |
| Marco Antonio Ramírez Bissei | 1983 - 1986        |         |
| Pelayo Bastías Zelaya        | 1986 - 1988        |         |
| Guillermo Boudón Luis        | 1988 - 1989        |         |
| Alejandro Mejía Correa       | 1989 - 1991        |         |
| Carlos Labbé Correa          | 1996-2000          | DC      |
| Juan Abud Figueroa           | 2000-2008          | PPD     |
| José Miguel Urrutia Celis    | 2008-2020          | UDI     |
| Gonzalo López López          | 2020-2021          | PS      |
| Juan Carlos Abud Parra       | 2021-2024 (electo) | Ind     |

### Representación parlamentaria
Machalí pertenece al distrito electoral n.º 15 y a la 8.ª circunscripción senatorial (O'Higgins).
Es representado en la Cámara de Diputados del Congreso Nacional por los Diputados:
- Natalia Romero Talguia (Ind.UDI)
- Marcela Riquelme Aliaga (FA)
- Diego Schalper Sepúlveda (RN)
- Raúl Soto Mardones (DC)
- Marta González Olea (Ind. PPD)

Es representado en el Senado de Chile del Congreso Nacional por los Senadores:
- Javier Macaya Danús (UDI)
- Alejandra Sepúlveda Orbenes (FRVS)
- Juan Luis Castro (PS)

## Cultura

### Actividades

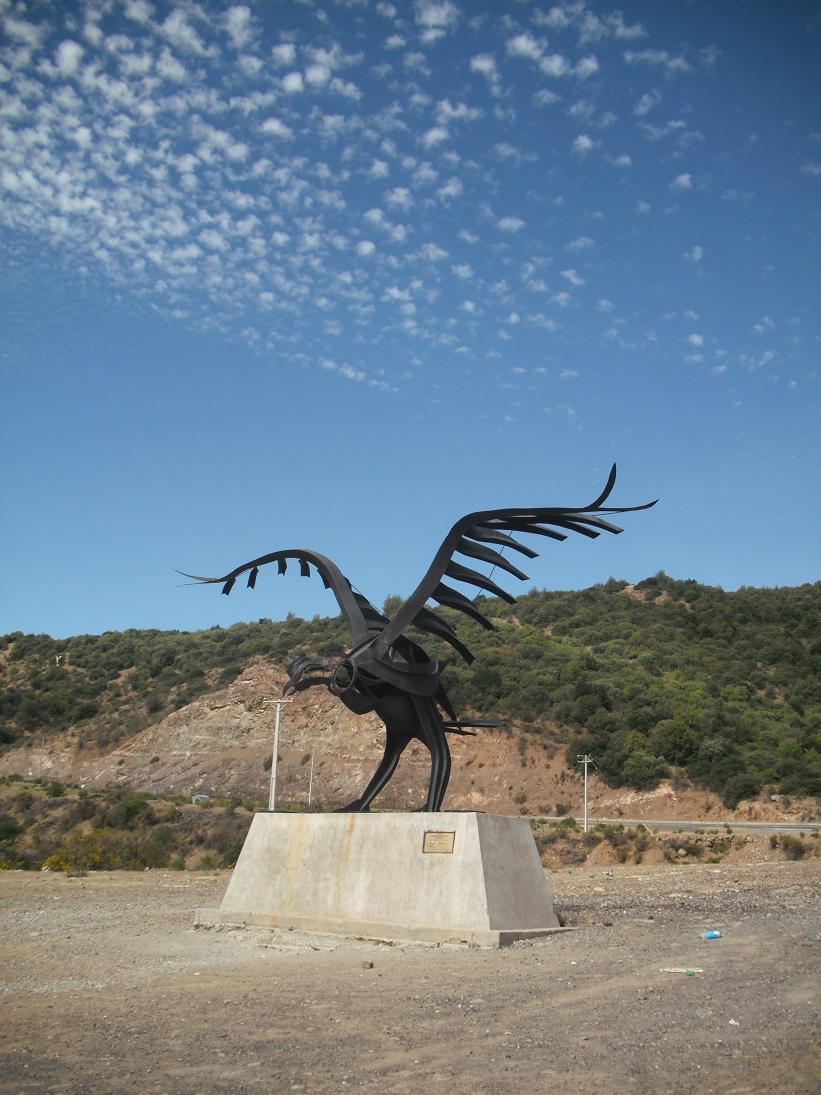
Camino a Coya.

- Semana Machalina: durante una semana, Machalí se viste de fiesta para celebrar su “Semana Machalina" con diversas actividades culturales, artísticas, sociales y deportivas que se realizan masivamente culminando con un acto donde se elige la reina de la Semana.

- Festival de la canción: dentro de la Semana Machalina se inserta el Festival de la Canción, competencia musical que concita el interés de aficionados de diversos puntos de Chile y atrae a gran número de cantantes.

- Campeonato de cueca: competencia regional que tradicionalmente se realiza en Machalí, donde se elige la mejor pareja que representará a la comuna.

- Semana Coyina: como la Semana Machalina, en Coya también se celebra una semana de actividades artísticas, con show de grandes artistas nacionales y un Festival de La Canción, con la especial participación de los habitantes de esa localidad, donde hay grandes artistas que muestran su calidad en el escenario. También se elige reina coyina de estas festividades.

- Fiesta de Cuasimodo: tradicional fiesta religiosa que concita gran cantidad de huasos de la comuna, de diversas edades, que acompañan al cura párroco de la comuna, que sale a visitar y dar la comunión a los enfermos imposibilitados de concurrir a la iglesia.

- Festividades Patrias en el Cerro San Juan: uno de los lugares más tradicionales de la Comuna de Machalí; gran vegetación, una ladera muy bien pertrechada para realizar un día de pícnic con la familia y amigos. Especial para quienes desean realizar caminatas, cabalgar, andar en bote en la laguna del Flaco Zúñiga. También, para el que lo desee se cuenta con restaurantes al gusto del visitante. También allí se realizan competencias corraleras y amansaduras. Sitio muy tranquilo y lleno de verdor natural. En Fiestas Patrias, se instalan allí las tradicionales fondas bailables y las que expenden comidas, chacolí y chicha de los mejores orígenes del centro y su del país.

## Lugares de interés

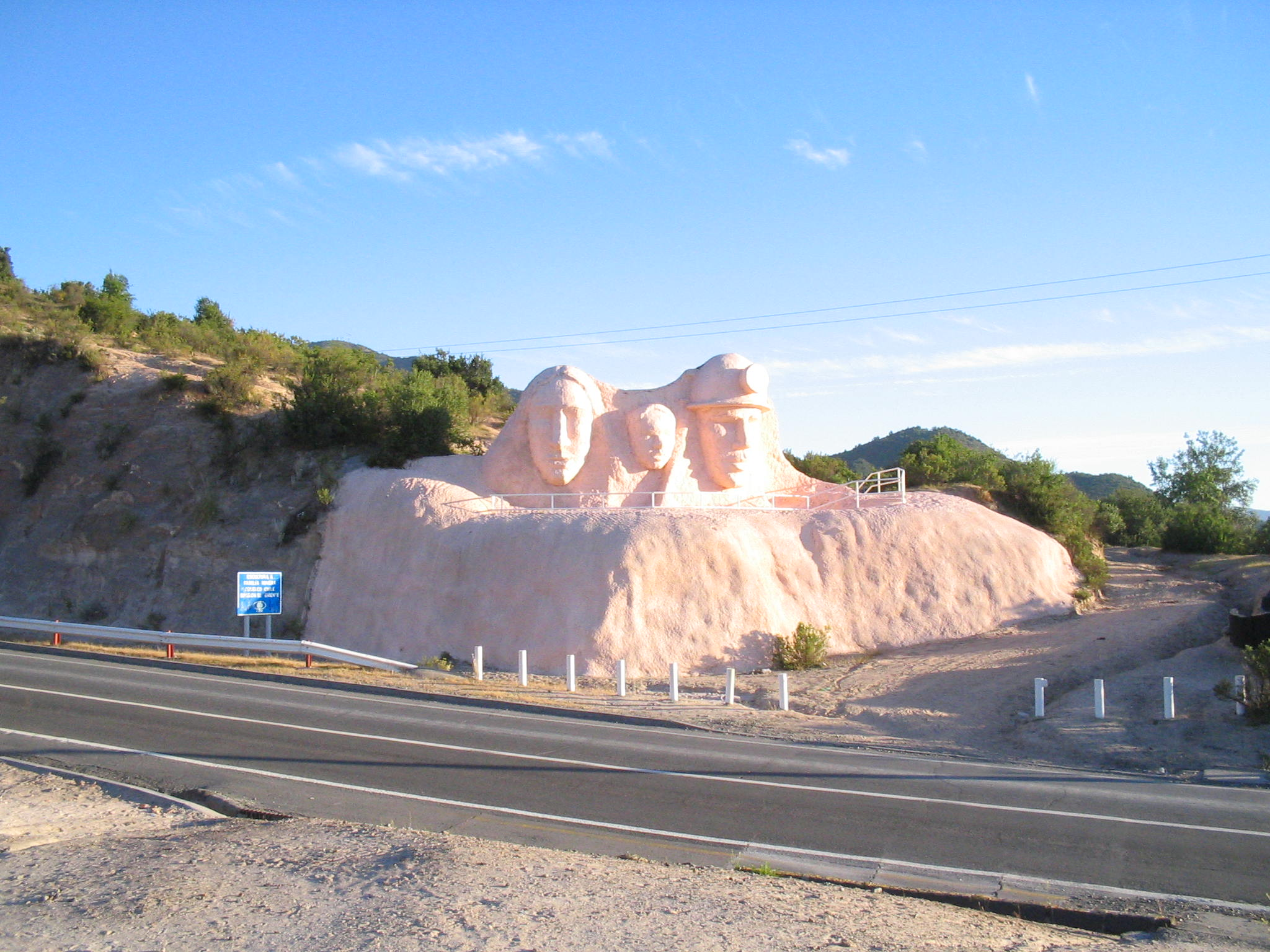
Monumento a la Familia Minera, ubicado a las afueras de Machalí.

### Termas de Cauquenes
Un hotel de inspiración gótica, construido en madera en 1885, es el centro de Termas de Cauquenes (31 kilómetros de Rancagua y 760 m s. n. m.), célebre por su gastronomía como también por episodios históricos acaecidos en su seno. El hotel conserva un gran salón de baño con tina de mármol europeo y modernas bañeras de hidromasaje. Las aguas termales son apropiadas para el tratamiento de enfermedades osteomusculares, tensiones, estress, fatiga mental y respiratorias.
Cuenta además con moderno equipamiento para convenciones y reuniones y una gastronomía que goza de prestigio internacional.

### Reserva Los Cipreses
A 49 km desde Rancagua, al interior de Coya y Termas de Cauquenes se encuentra la Reserva nacional “Río Cipreses”, donde se preservan 36.882 hectáreas de bosque autóctono, flora y fauna nativa. Existen sectores habilitados para acampar, los que cuentan con asaderas, lavaderos y baños. La altura en que se encuentra, fluctúa entre los 900 a 4.900 m s. n. m. Esta reserva se divide en 7 sectores: Ranchillo, Maitenes, Urriola, Agua de la Vida, Glacial Río los Cipreses, Laguna Los Piuquenes y Estero El Baúl. En la entrada al parque hay que registrarse en las oficinas de la Conaf Local y luego del pago de la entrada se puede visitar el museo, lugar donde se puede encontrar desde una maqueta de todo el parque hasta importantes vestigios arqueológicos.

### Club de campo Coya
Una de las mejores canchas de golf de Chile es la del Club de Campo Coya, ubicado a 24 km de Rancagua y a 1200 m s. n. m., en un bello paraje cordillerano. Sus canchas tienen una superficie de 20 ha y un total de 18 hoyos. Asimismo, hay canchas de tenis, piscina, sauna, mini gimnasio, salones de juego, comedores, bar y cabañas para alojamiento.

### Centro de esquí Chapa Verde
Hermoso centro invernal ubicado a 53 km de Rancagua, que fue creado por los trabajadores de División El Teniente y en la actualidad está abierto a todo público. Chapa Verde cuenta con refugio y restaurante, además de 22 pistas de esquí, 5 andariveles y una telesilla triple –tanto para novicios como para expertos–, escuela de la especialidad y arriendo de equipos.

### Parque Cerro San Juan

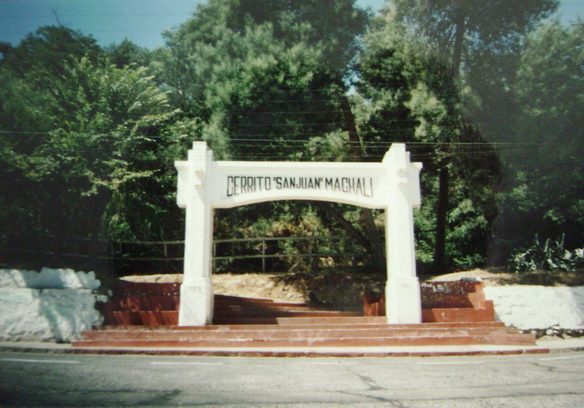
Cerrito "San Juan" Machalí.

Es uno de los de lugares de cita campestre más tradicionales de la región. Allí se realizan competencias típicas como domaduras, rodeos y amansaduras. En Fiestas Patrias se instalan las fondas y ramadas. Los que concurren a este cerro para disfrutar de un día de pícnic, pueden complementarlo con caminatas y cabalgatas. En la laguna del cerro también pueden recrearse paseando en bote. Toda esta zona municipal está dotada de agua potable y servicios higiénicos, mesas de pícnic y asaderas mientras que la naturaleza dota a este lugar de frondosa vegetación que hace olvidar los calurosos días de verano

### Mina El Teniente
En la comuna se encuentra “El Teniente”, la mina subterránea de cobre más grande del mundo, que en 2005 cumplió 100 años de ininterrumpida explotación. En la ruta al mineral se encuentran otras instalaciones de este yacimiento, como La Fundición, en Caletones; las Plantas de Molienda y Concentradoras, en Colón y los puntos de descarga del mineral que traen en tren desde el interior de la mina. A la entrada del yacimiento está el Campamento Sewell, declarado Zona Típica y Patrimonio Turístico y Cultural y Patrimonio de la Humanidad.
Su nombre se debe a su primer propietario, el importante hacendado Francisco de Caviedes, "Teniente" del Ejército Español.

### Ciudad minera de Sewell

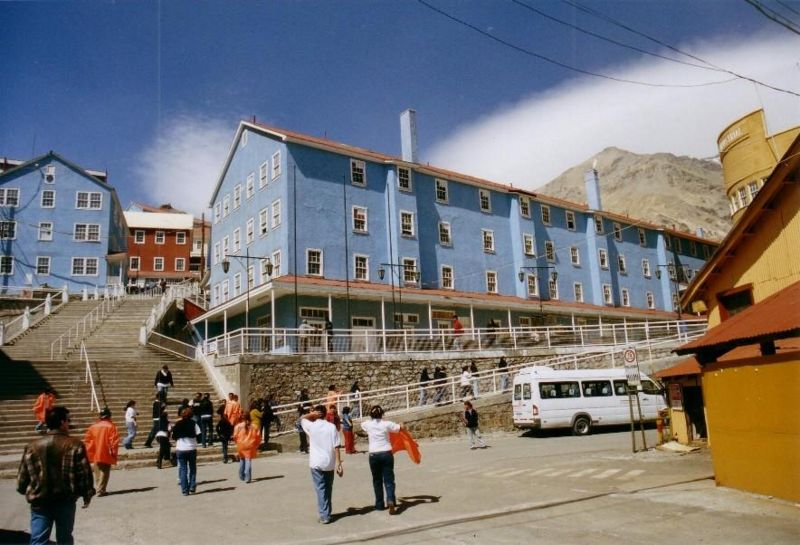
Campamento Sewell.

Singular ciudad edificada en los faldeos del cerro Negro, no tiene calles, todos sus accesos son escaleras. Su construcción se inicia en 1905 por la Braden Copper Company. Su arquitectura es única y en sí revela toda una época de esplendor cuando vivían 15.000 habitantes. Son cien años de historia humana que encierra este campamento el que por su ubicación y estructura es único en el mundo. El 13 de julio de 2006, el pueblo de Sewell, propiedad de Codelco, es nombrado por el Comité del Patrimonio Mundial de la Unesco, reunido en Vilna (Lituania), como Patrimonio de la Humanidad, destacándose como un "claro ejemplo de las ciudades industriales a principios del siglo XX".

### Museo de la Gran Minería del Cobre en Sewell
Situado a 56 km de Rancagua y a 142 desde Santiago. En sus 10 salas que cubren 785 m², contiene una sala de administración y venta de suvenires; la sala 1 con “El Mundo del Cobre”; sala 2: “El Cobre y la Geología”; sala 3: “Mineralogía”; sala 4: “La Minería en Chile y Williams Braden”; sala 5: “la Vida en Sewell”; sala 6 “El Esfuerzo e Ingenio Minero”; sala 7: “Seguridad y Minería”; sala 8: “el Cobre en las antiguas civilizaciones; sala 9: en preparación y sala 10: Sala de Conferencias.
Este museo, que ha sido puesto en funcionamiento con su primera etapa, cubre gran parte de lo que fue la obra colosal de William Braden y su equipo, parte del cual –por supuesto- estaba el trabajador campesino que se hizo minero y creó generaciones de trabajadores de la más alta especialización en su rubro. Bien vale la pena recorrer sus dependencias donde en parte se trasmite las vivencia de una era que no se repetirá.

### Cajón de Machalí
El cajón de Machalí o también conocido como tierras blancas, se encuentra al sureste del centro de la comuna. Su acceso principal -desde Machalí- es la calle “el cajón”.
El tipo de asentamiento, es principalmente rural, pero avanza progresivamente hacia la ocupación residencial. En cuanto a su viabilidad, la zona no cuenta con caminos mayoritariamente pavimentados, sin embargo en términos de conectividad, se encuentra cubierta por las redes de telefonía e Internet.
En términos productivos, sus habitantes se dedican a las actividades ganaderas y forestales. Destacando el trabajo de los arrieros de animales, la extracción de leña y tierra de hojas, etc. Además el sector más joven de la población, se dedica a las actividades mineras, debido a que está próxima a la mina “el teniente”.
Con respecto a la presencia de organizaciones sociales, existen Clubes deportivos, Juntas de vecinos, centro de madres, y otro tipo de organizaciones informales.
En el sector, podemos encontrar una gran variedad de camping que permiten la actividad turística. Dichas actividades van desde cabalgatas, turismo aventura, recorridos por zonas típicas, entre otras.
Destacan también como atractivo turístico las cuevas de Machalí, históricamente famosas, debido a los relatos populares, ya que estas habrían sido ocupadas por “brujos”, cuatreros y traficantes de alcohol.

## Deportes

### Fútbol
La comuna de Machalí tiene a un club participando en los Campeonatos Nacionales de Fútbol en Chile.
- Academia Machalí (tercera división B 2012 y 2023).

## Medios de comunicación

### Radioemisoras
- 107.7 - Vivo Promaucaes
- 107.9 - Las Alturas de Coya

## Personas destacadas
- Pedro Pavlovic, periodista.
- Santiago Pavlovic, periodista.
- Eduardo Soto, político, alcalde de Rancagua.
- Federico Sánchez, arquitecto, académico y conductor televisivo y radial chileno.
- Amanda Sánchez, Música